# غار ملاورد
غار ملاورد مربوط به دوره‌های پارینه‌سنگی میانی و پارینه‌سنگی جدید است و در کرمانشاه، در انتهای غربی کوه فرخشاد یا میوله، حاشیه شرقی تنگه ملاورد، در شمال شهرک آناهیتا واقع شده و در تاریخ ۱۲ تیر ۱۳۸۴ با شمارهٔ ثبت ۱۲۰۱۹ به‌عنوان یکی از آثار ملی ایران به ثبت رسیده‌است.
این غار در سال ۱۳۹۱ توسط تیمی از باستان‌شناسان به سرپرستی دکتر سونیا شیدرنگ کاوش شد که در نتیجه آن آثاری از سکونت انسانهای دوره پارینه سنگی میانی با قدمت بیش از 40 هزار سال و آثار سکونت انسانهای مدرن با قدمت بین ۳۵ تا ۲۰ هزار سال پیش کشف شد